# Buy America Act

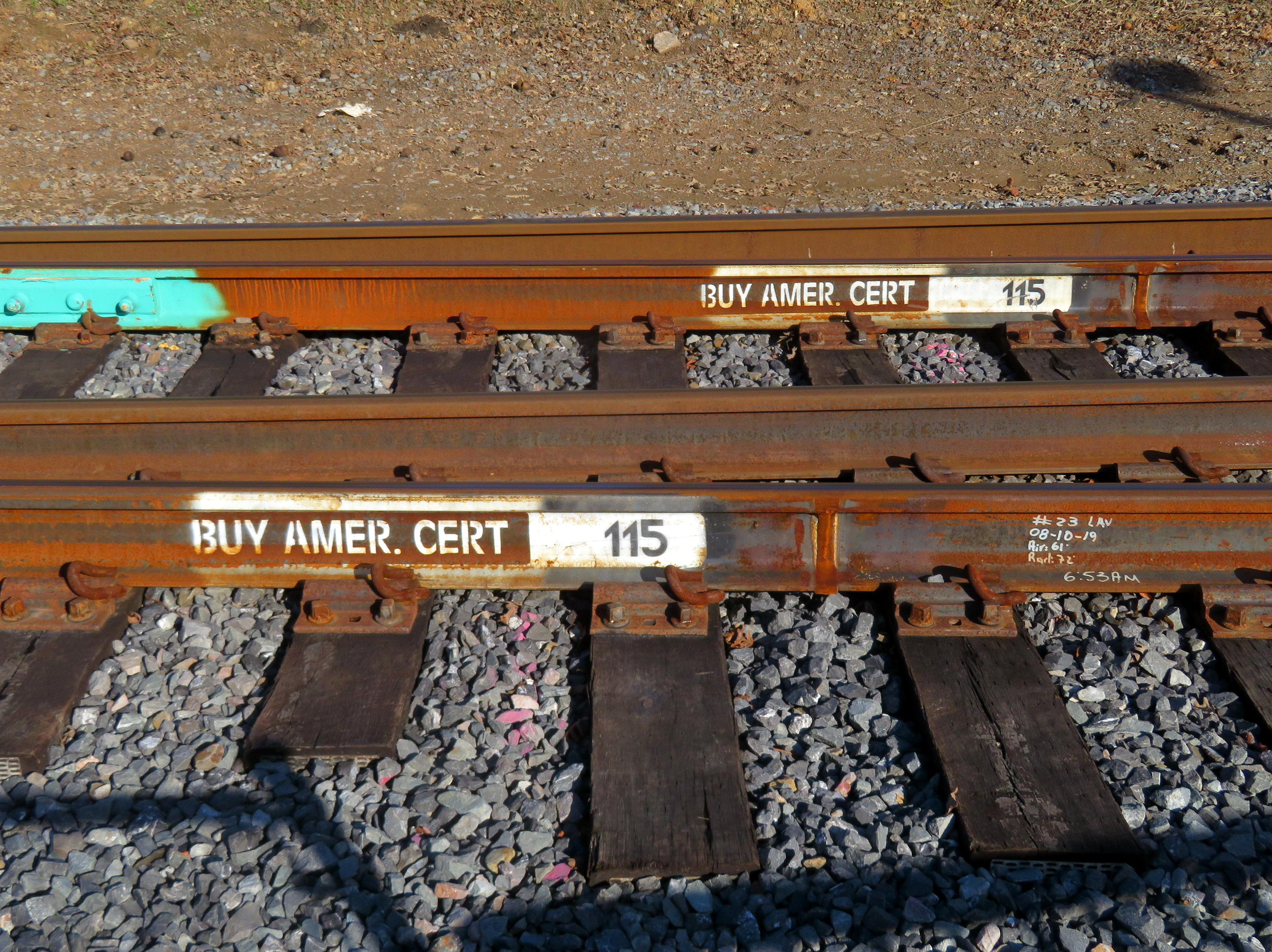
"Buy America Certified" auf Eisenbahnschienen (2019)

Das Buy-America-Programm bezeichnet Vorgaben für Transportunternehmen in den USA, im Lande hergestellte Fahrzeuge zu kaufen. Aufgrund von Zulieferungen aus dem Ausland, werden Grenzwerte und Berechnungsmethoden angeboten, die auch gelegentlich angepasst werden. Die rechtliche Grundlage liefert der Surface Transportation Assistance Act von 1982. Der darin enthaltene Abschnitt 165 (49 U.S.C. §5323 (j)) wird auch als Buy America Act bezeichnet.

## Beschreibung
Das Buy-America-Programm hat einen Vorläufer im ähnlich klingenden Buy American Act von 1933. Damals waren staatliche Unternehmen direkt daran gebunden, bevorzugt inländische Produkte zu kaufen. In der neueren Gesetzgebung von 1983 sind jedoch auch private Unternehmen betroffen, sofern sie staatliche Beihilfen erhalten. Dies ist bei nahezu allen Unternehmen des öffentlichen Personennahverkehrs der Fall.
Der Slogan „Buy American!“ als „Kauft amerikanische Waren!“ ist auch unabhängig von gesetzlichen Bestimmungen in Medienkampagnen bekannt. Aufgrund des freien Marktes hat der Gesetzgeber jedoch nur beschränkt Möglichkeiten, den Marktzugang zu beschränken. Ein Verkehrsunternehmen könnte zwar staatliche Beihilfen ausschlagen, jedoch lohnt es sich erst ab einem bestimmten Umfang, eingeführte Waren an die amerikanischen Zulassungsbestimmungen anzupassen. Was bei Automobilen teils noch machbar ist, ist bei Schienenfahrzeugen durch die geringe Anzahl schwieriger.
Bevor es die Eisenbahnbehörde Federal Transit Administration gab, die heute über die Einhaltung wacht, gab es ähnliche einschränkende Bestimmungen aus dem Urban Mass Transportation Act von 1964, der auch Grundlage für die vorhergehende Behörde war (Urban Mass Transportation Administration). Im Bereich des Straßenbaus ist die Federal Highway Administration zuständig.
Im Zuge von Handelsabkommen, insbesondere des gemeinsamen nordamerikanischen Wirtschaftsraums NAFTA, können Regelungen des Buy-America-Programms aufgehoben sein, oder zumindest die Schwellwerte erniedrigt sein. Dies ist insbesondere für kanadische Produkte für den Autobahnbau der Fall.
Im Zuge der Finanzkrise wurde eine „Buy American“-Klausel in den American Recovery and Reinvestment Act eingeführt. Außerdem beschloss man, generell die Anteile amerikanischer Hersteller zu erhöhen. Für Fahrzeuge (insbesondere der Eisenbahn) müssen daher ab 2016 schon 60 % der Wertschöpfung in den USA liegen. Ab 2018 müssen es 65 % sein und ab 2020 dann 70 % der Wertschöpfung.  Ausnahmen können etwa gewährt werden, wenn durch die Buy-America-Regelungen das Produkt um mehr als 25 % teurer wird, oder eine Beschaffung einer gleichwertigen Qualität von Stahl, Eisen und Geräten von amerikanischen Herstellern gar nicht möglich ist.
Ausländische Hersteller reagieren auf die Buy-America-Anforderungen meist so, dass sie die Montage mitsamt Herstellung der Außenhaut in ein Werk in den USA verlegen, und sich für andere technische Komponenten eine Ausnahmegenehmigung holen. (Public Interest Waiver of Buy America Domestic Content Requirements for Rolling Stock.)